# JR貨物UT20C形コンテナ

## 概要
本形式の数字部位「20」は、コンテナの容積を元に決定される。このコンテナ容積20 m2の算出は、厳密には端数四捨五入計算の為に、内容積19.5-20.4 m2の間に属するコンテナが対象となる。また形式末尾のアルファベット一桁部位「C」は、コンテナの使用用途（主たる目的）が 「危険品の輸送」を表す記号として付与されている。

## 番台毎の概要

### 8000番台
8001 日輪所有、液化1-ブテン専用